# Carceleras
Carceleras, aussi connu sous le titre de Al pensar en el dueño de mis amores, est une romance ou aria pour soprano ou mezzosoprano lyrique tirée du deuxième acte de la zarzuela comique Las hijas del Zebedeo de Ruperto Chapí.

## Histoire
Le morceau a été créé avec l'opéra dont il est tiré au Teatro Maravillas de Madrid le 9 juillet 1889. Cette romance est interprétée par le personnage de Luisa qui par son ignorance crée nombre d'embrouilles et de malentendus. Ce morceau fait partie du répertoire de grandes divas lyriques telles que Montserrat Caballé, Victoria de los Ángeles ou Elīna Garanča.

## Texte
Al pensar en el dueño
de mis amores,
siento yo unos mareos
encantadores.
Bendito sea
aquel picaronazo
que me marea.
A mi novio yo le quiero
porque roba corazones
con su gracia y su salero.
El me tiene muy ufana
porque hay muchas que le quieren
y se quedan con las ganas.
Caprichosa yo nací,
y le quiero solamente,
solamente para mí.
Que quitarme a mí su amor
es lo mismo que quitarle
las hojitas a una flor.
Yo me muero de gozo
cuando me mira,
y me vuelvo jalea
cuando suspira.
Si me echa flores
siento el corazoncito
morir de amores.
Porque tiene unos ojillos
que me miran entornados,
muy gachones y muy pillos,
y me dicen ¡ay! lucero,
que por esa personita
me derrito yo y me muero.